# Napier-Railton

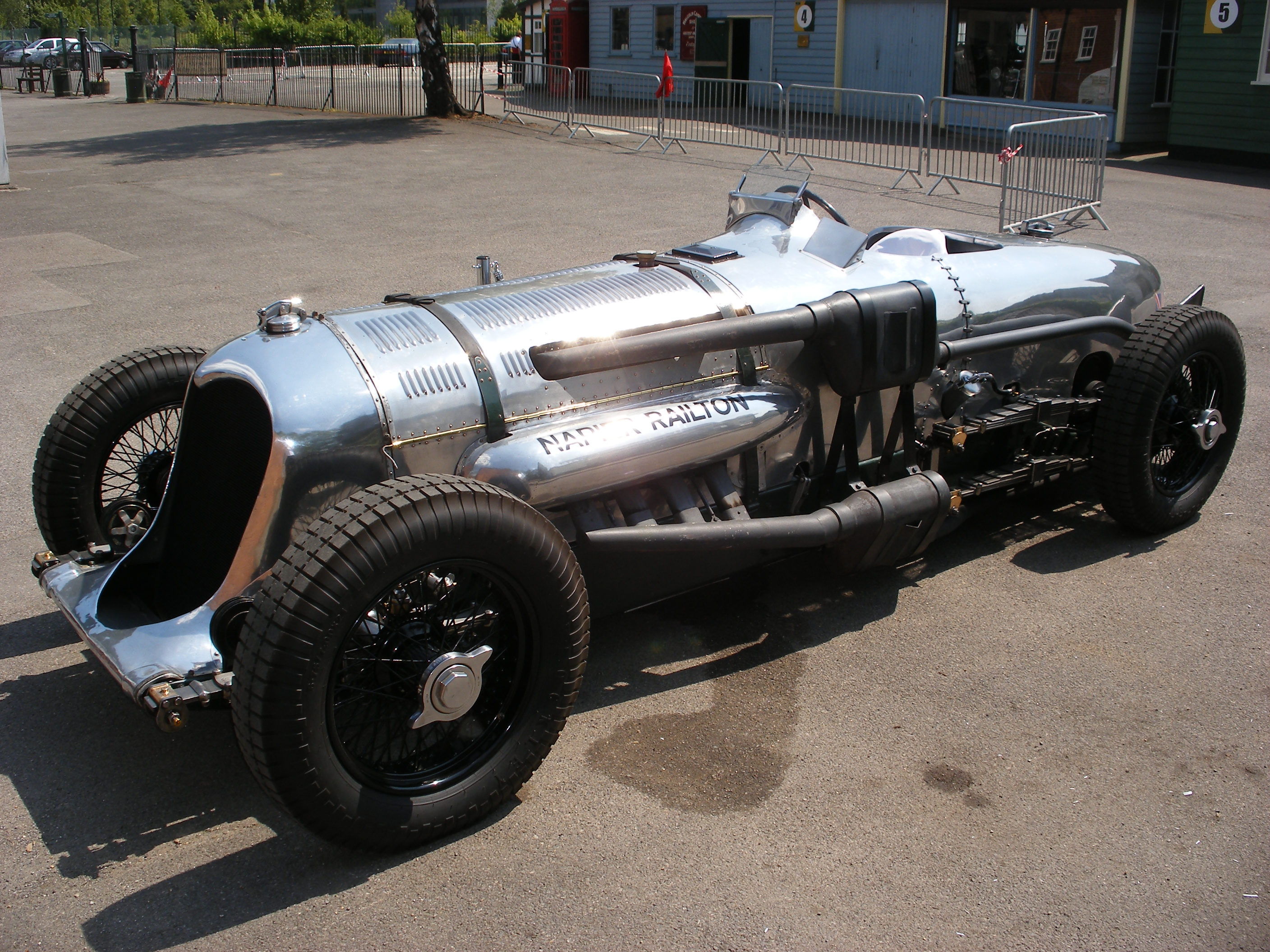
Der Napier-Railton im Brooklands Museum vor einer Testfahrt

Der Napier-Railton ist ein von einem Flugmotor angetriebener Rennwagen aus dem Jahr 1933, konstruiert von Reid Railton im Auftrag von John Cobb und gebaut von Thomson & Taylor. Er wurde von Cobb vor allem auf der Brooklands-Rennstrecke gefahren, wo er 1935 mit 231 km/h den ewigen Rundenrekord aufstellte. (Der Rundkurs wurde im Zweiten Weltkrieg für militärische Zwecke umgewidmet und seither nie wieder als Rennstrecke genutzt.)
Zwischen 1933 und 1937 brach der Napier-Railton 47 Geschwindigkeitsweltrekorde in Brooklands, Montlhéry und Bonneville Salt Flats in Utah.
Angetrieben wird der Wagen durch einen Napier-Lion-W12-Flugmotor von 23,944 l Hubraum in der hoch verdichteten (6,1:1), nicht aufgeladenen RAF-Version, der eine Leistung von 433 kW bei 2,585 s−1 erzielte (gemessen in Flughöhe 5500 ft / 1700 m). Die 12 Zylinder sind in drei Bänken zu je vier angeordnet (W-Konfiguration, daher das dreifache Auspuffsystem), und der Motor hat Magnet-Doppelzündung, wie bei Flugmotoren üblich. Das nicht synchronisierte Getriebe hat drei Gänge. Der Kraftstofftank im „Bootsheck“ hinter dem Fahrer fasst 295 l, und der Kraftstoffverbrauch betrug etwa 56 l/100 km. Trotz einer Höchstgeschwindigkeit von 270 km/h hat der Wagen lediglich Hinterradbremsen.
Nach verschiedenen Besitzwechseln in der Nachkriegszeit gehört der Wagen seit etwa 1997 dem Brooklands Museum, wo er in einer Ausstellungshalle zum Automobilwesen der 1930er Jahre präsentiert wird. Er ist in betriebsfähigem Zustand, wird regelmäßig bewegt und meist im September beim Goodwood Revival zur Schau gestellt.

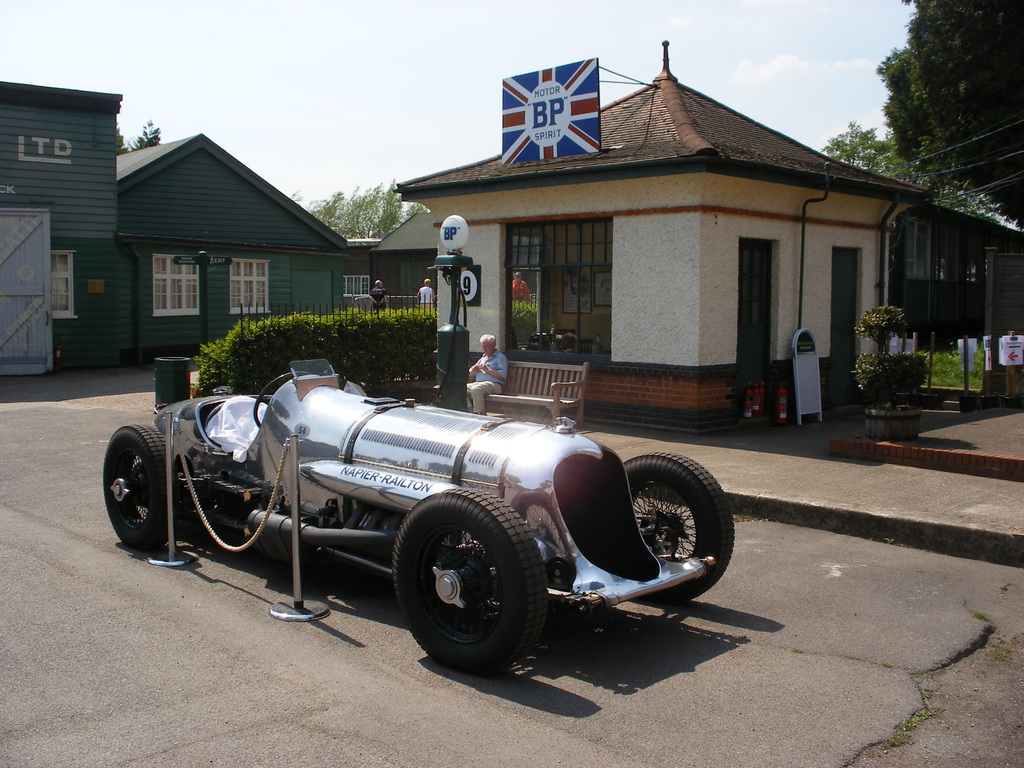
Der Napier-Railton in Brooklands
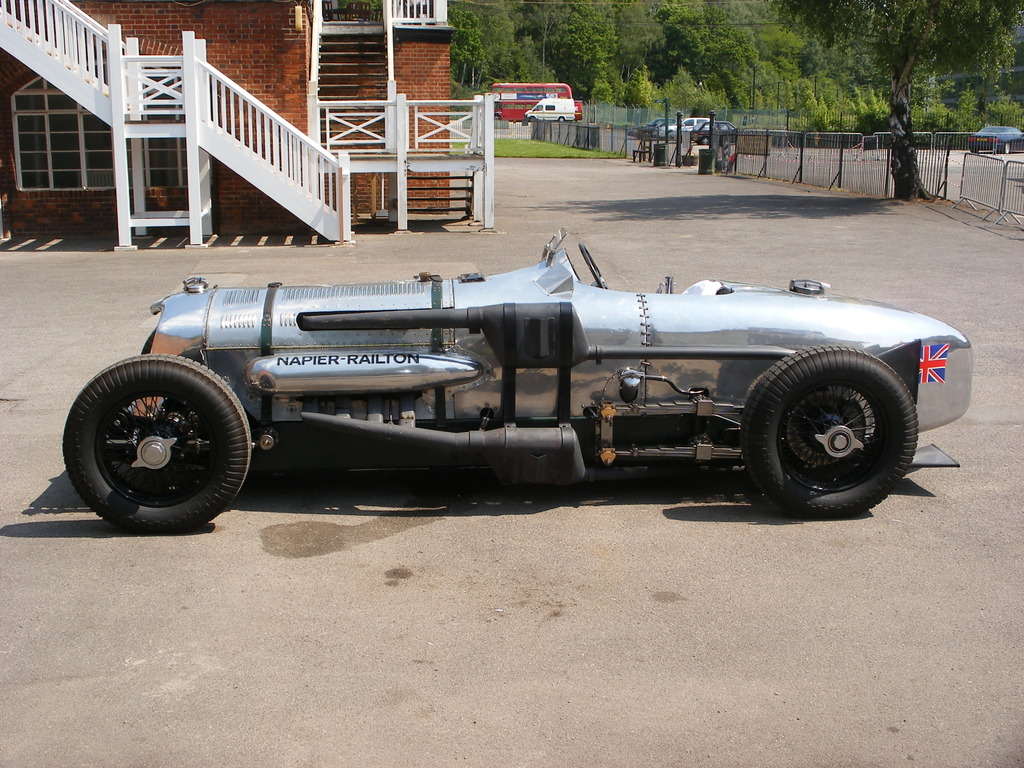
Der Napier-Railton in Brooklands
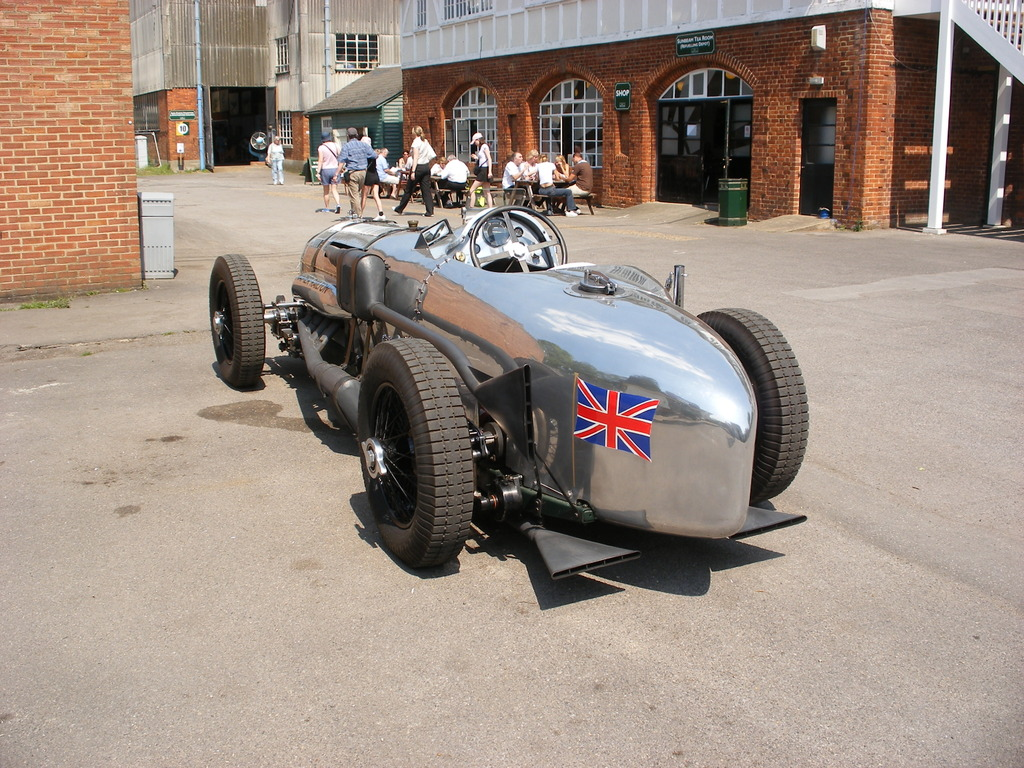
Der Napier-Railton in Brooklands
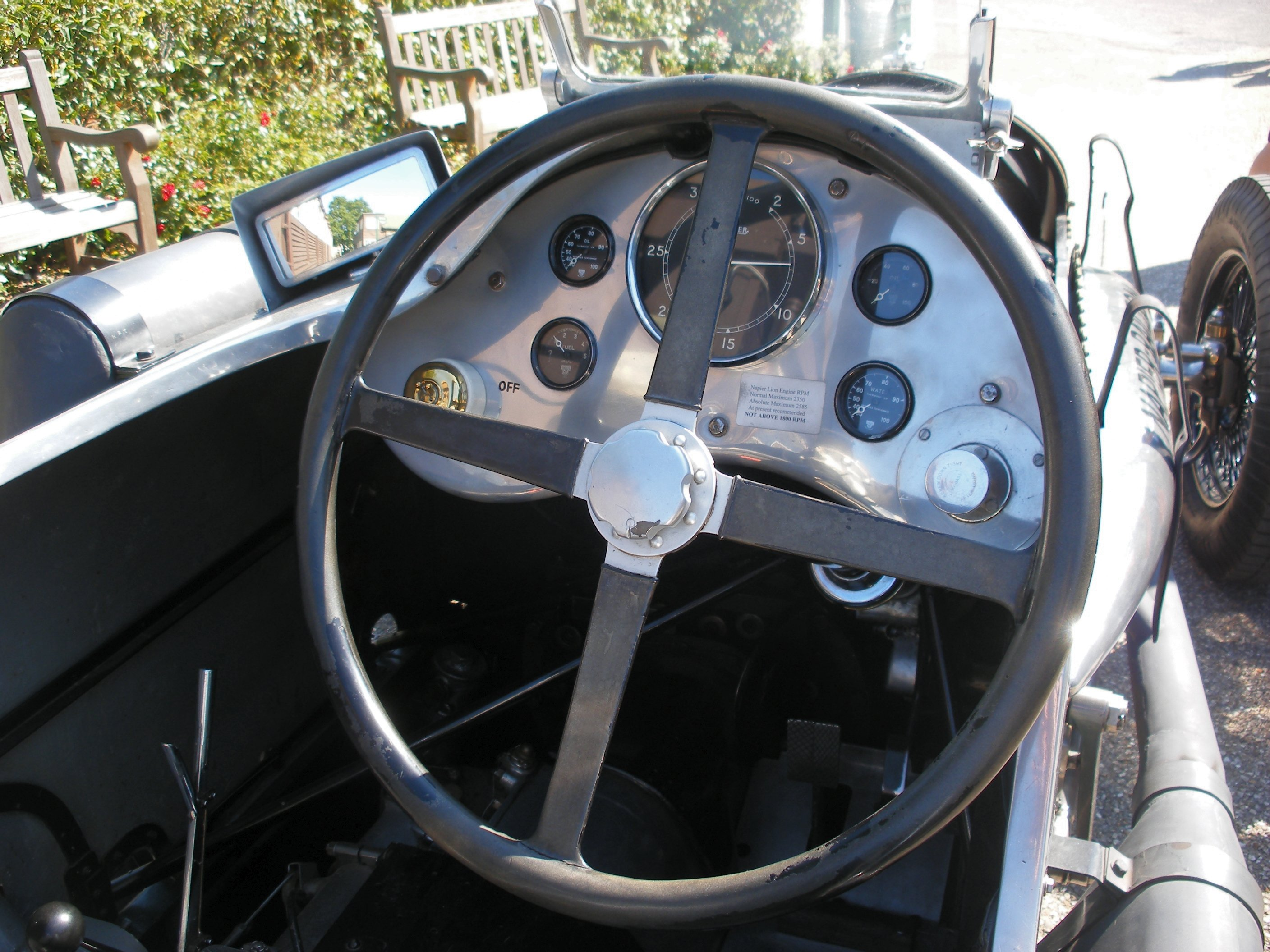
Cockpit und Armaturenbrett
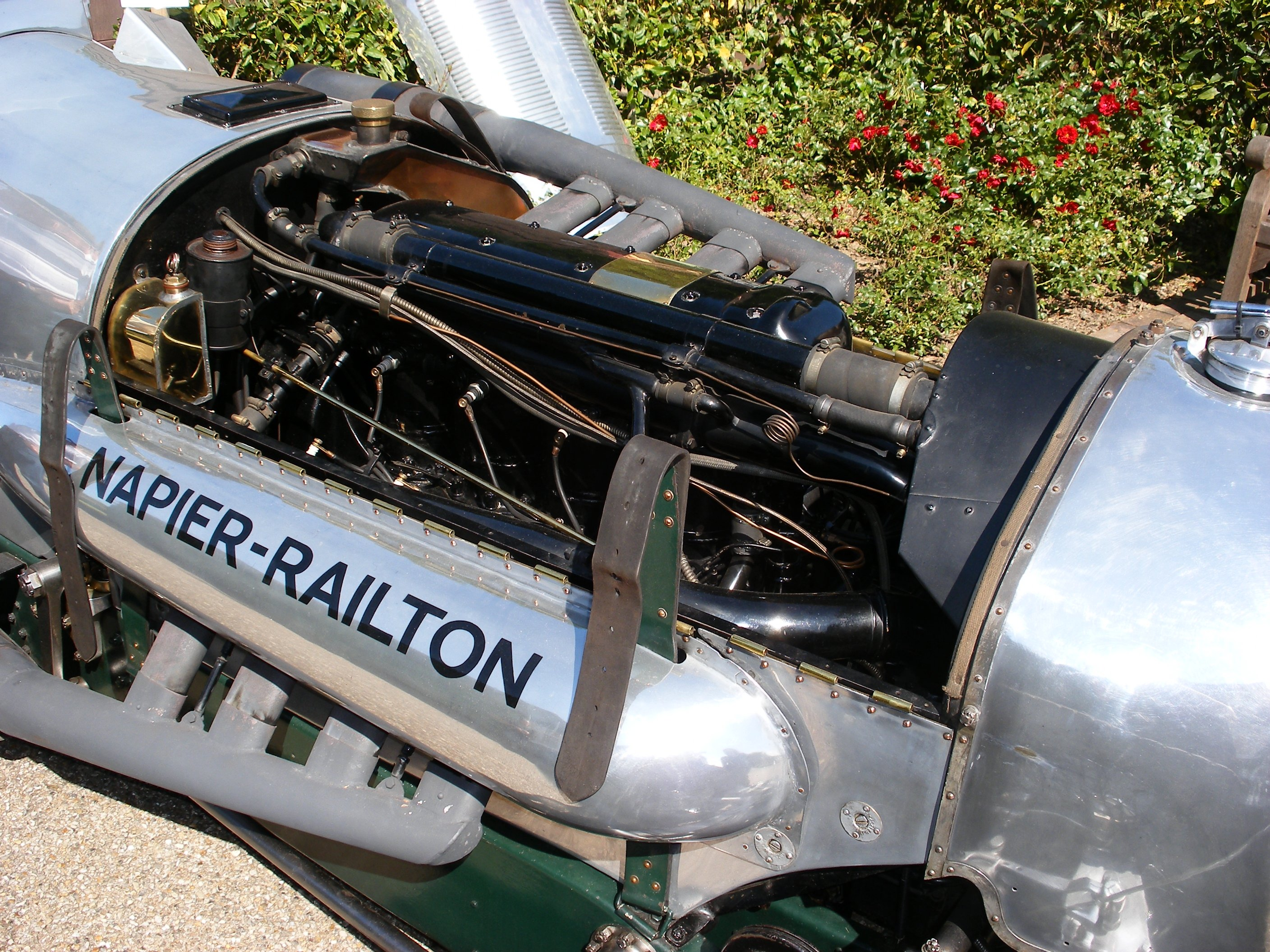
Motor des Napier Lion
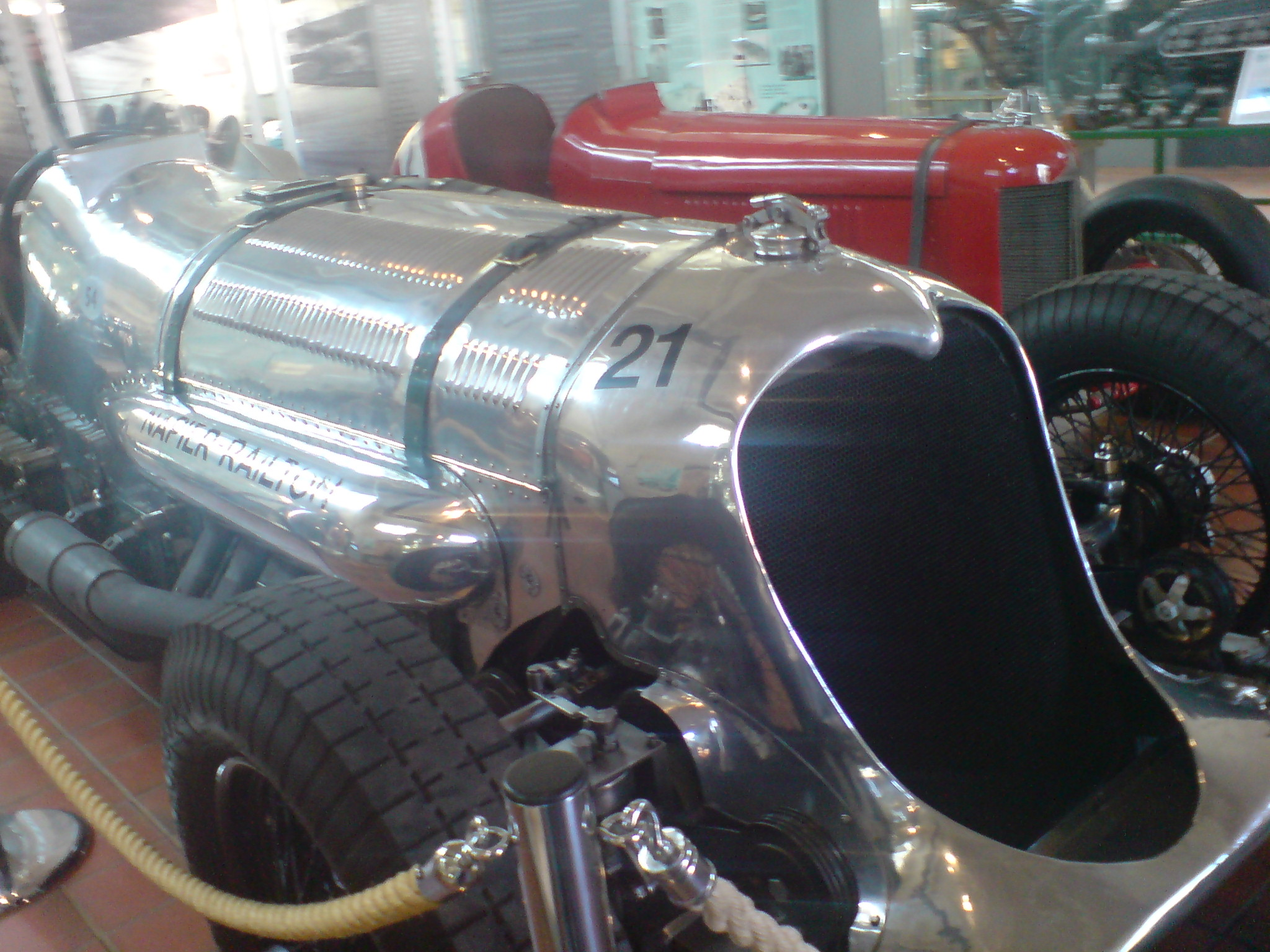
Der Napier-Railton in Brooklands